# Xã Nelson, Quận Barnes, Bắc Dakota
Xã Nelson (tiếng Anh: Nelson Township) là một xã thuộc quận Barnes, tiểu bang Bắc Dakota, Hoa Kỳ. Năm 2010, dân số của xã này là 57 người.